# Силис, Атис
Атис Силис (латыш. Atis Sīlis; род. 25 мая 1989, Рига) — латвийский игрок в настольный хоккей, чемпион мира 2013.

## Спортивная карьера
В рейтинговых турнирах ITHF участвует с 2002 года. В 2003 году занял 22 место на своём первом чемпионате Латвии, но уже в следующем году стал серебряным призёром, уступив лишь Эдгарсу Цайцсу, а в 2005 впервые стал чемпионом страны. По состоянию на 2024 год является 6-кратным чемпионом Латвии. В 2006 году дебютировал на чемпионате Европы, сразу же заняв 4 место в общем зачёте. На следующем чемпионате Европы, проходившем в 2008 году в Риге, Силис стал бронзовым призёром. В дальнейшем становился серебряным призёром чемпионата Европы 2012 и бронзовым в 2018-м. С 2007 года также принимает регулярное участие в чемпионатах мира. По итогам чемпионата мира 2013 Силису удалось занять первое место, став первым чемпионом мира из Латвии. Своей наивысшей позиции в мировом рейтинге достиг в 2016 году, в течение 4 месяцев занимая 2 место.

## Статистика выступлений
| Турнир         | 2007 | 2009 | 2011 | 2013 | 2015 | 2017 | 2019 | 2021 | 2023 |
| Чемпионат мира | 19   | 12   | 8    | 1    | 2    | 7    | 19   | 15   | 18   |

| Турнир           | 2006 | 2008 | 2010 | 2012 | 2014 | 2018 |
| Чемпионат Европы | 4    | 3    | 7    | 2    | 6    | 3    |

| Турнир           | 2003 | 2004 | 2005 | 2006 | 2007 | 2008 | 2009 | 2010 | 2013 | 2014 | 2015 | 2016 | 2017 | 2018 | 2019 | 2020 | 2023 |
| Чемпионат Латвии | 22   | 2    | 1    | 5    | 2    | 1    | 1    | 10   | 1    | 1    | 1    | 2    | 2    | 4    | 3    | 2    | 3    |